# 贝尔维尤肖邦

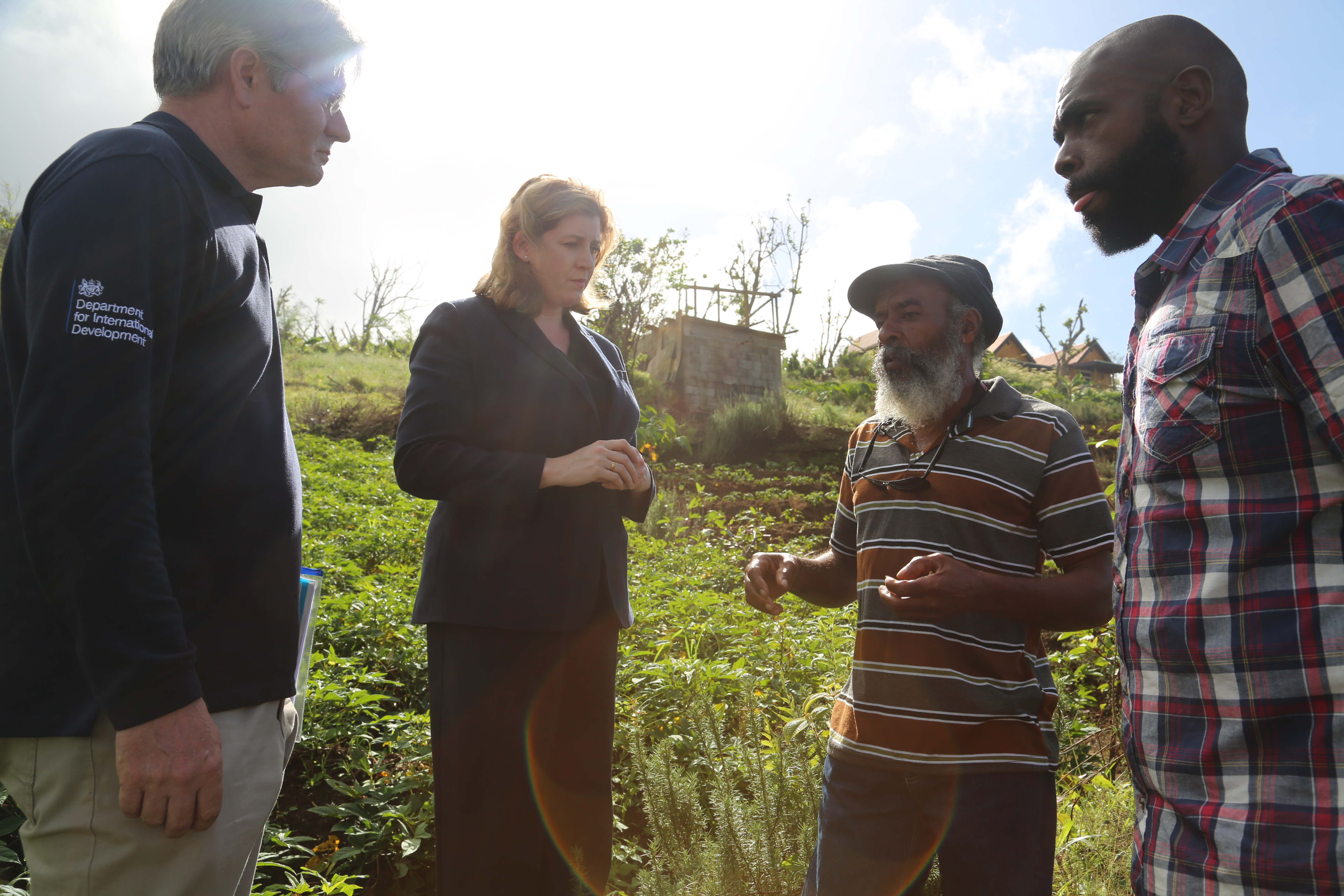
飓风对贝尔维尤肖邦的影响

贝尔维尤肖邦（Bellevue Chopin）是加勒比海岛国多米尼克的一个内陆村庄，行政上分别由圣乔治区和圣帕特里克区负责管辖，位于卢比耶尔东部和皮彻林西部之间的道路上。2011年人口517人。
15°16′N 61°21′W / 15.267°N 61.350°W